# 니나 비달
니나 시몬 비달, (Nina Simone Vidal, 생일 4월 20일)은 미국의 작곡가 겸 가수, 피아니스트이자 니나 비달이라고 흔히 불린다.
2008년에 니나는 자기이름의 데뷔앨범을 발매한 뒤 일본에서 큰 인기를 끓었다. 발매 후 6일만에 Nina Vidal은 아이튠즈에 온라인 앨범차트에 1등자리를 차지했다. 그 후 이 앨범은 일본 아이튠즈의 재즈차트에서 1등을 했고, 앨범 수록곡중에 무려 다섯곡이나 10위안에 올랐다.
2010년에 니나 비달은 “Cigarette & Wine” 그리고 폴 매카트니가 작곡한 “My Love” 라는 싱글을 아이튠즈에 발매했다.
 두 싱글은 그녀의 두 번째 정규앨범 The Open-Ended Fantasy에 수록된 곡이였고, 이 앨범은 9월 1일 일본에서 발매됐다. 미국에서는 2011년 여름에 발매됐다.
2011년 7월에 그녀는 “Love, Pop & Soul - The Cover Session Vol. 1" 리메이크앨범을 발매하며 일본 재즈차트에서 1위로 올랐다.

## 활동
니나는 뉴욕 퀸스 출생이다. 뉴욕대학교에서 재학 중인 니나는 매월 열리는 “오픈 마이크 나이트”라는 이벤트에 참가했다. 거기에서 우연히 음악가, 프로듀서이자 작곡가인 카테를 만나게 된다. 카테는 그녀의 데모테이프를 들은 후, 몇 몇 곡을 그녀를 위해 프로듀스하게 됐다. 이 곡들은 EP앨범 Do It Again에 수록돼있다.
2004년에 일본 음반사 Uni-Village 간부들이 그녀의 노래를 듣고 전체 앨범제작 및 계약 제안이 들어오고 니나는 이 음반사로 소속됐다.
2008년에 Uni-Village는 Nina Vidal을 발매하며, 앨범은 뜨거운 반응을 보였다. 핀란드 음악 전문지 The Soul Express는 “시간을 초월하는 명작품” 이라고 앨범을 극찬했다. Allmusic.com의 Adam Greenberg는 “클래식계의 다양한 여성가수들의 영향을 받은 가수이자 조용하고 천천히 풀려가는 스타일이다” 라고 칭찬을 했다.
Nina Vidal은 일본에서 노라존스의 앨범 Come Away With Me를 제치며 현대 재즈 차트에서 1위를 차지하고 8개월 동안 유지해 나갔다. 그해 9월에 아이튠즈에서 가장 많이 다운로드된 앨범이 되었고, 수록된 다섯개의 곡은 재즈차트 10위안에 올랐다. 그 당시 그녀는 무려 25살이였다.

2010년 9월 15일 니나의 정규앨범 “The Open Ended Fantasy”가 일본에서 발매됐다. 발매 후 24시간안에 일본의 재즈차트 1등을 차지했다. 일본 아이튠즈 재즈싱글 차트 10위안에 그녀가 직접 작사작곡한 "Cigarette & Wine"(1위)와 함께 싱글이 다섯개나 올라갔다. 미국에서는 2011년에 발매될 예정이다.[6]
니나는 카테와 다시함께 손을잡고 그는 "The Open-Ended Fantasy"라는 앨범을 프로듀스했다.
2010년에 니나는 일본의 유니버설 뮤직과 퍼블리싱계약을 맺었다.
2011년 7월 니나는 “Love, Pop & Soul - The Cover Season Vol. 1"을 일본음반사 Village Again에서 발매한다. 이 앨범은 카테와 같이 작업을 한 많은 리메이크곡들이 수록돼있다. 2011년 7월 28일에 이 앨범은 또 일본 아이튠즈 차트에서 1위를 차지했고, 3번 연속으로 1위를 차지한 앨범이 됐다.

## 각국의 인지도
모국 미국에서 그녀의 인지도는 아시아 팬들의 평가에 의해 지원되고 있다고해도 좋다. 2004년에 발매된 첫 앨범은 일본의 빌보드 차트에서 최고의 자리를 계속 유지했다. 싱가포르, 필리핀에서도 인기를 얻고있다.
2010년에 The Open-Ended Fantasy는 일본에서 선행출시되었고, 2011년에 미국에서 발매될 예정이다.
2011년 1월부터 니나는 1960년, 1970년, 그리고 1980년도의 발라드곡을 리메이크한 앨범 제작을 시작했다. 2011년 봄에 일본의 음반사인 Uni-Village에서 발표될 예정이다.

## 한국 활동
일본에서 성공적인 활동을 마친 뒤 니나는 2012년에 한국에서 "The Open Minded Fantasy"를 Leaplay Music에서 발매할 예정이다.
니나는 한국의 음반사 Music Cube와 계약을 맺고 음반을 발표할 예정이다.

## 생활
니나 비달은 아시아와 유럽 투어를 즐겨하며, 현재 뉴욕에 거주하고있다.

## 음악적 영향
그녀는 소울, 재즈, 힙합, 월드 뮤직 등의 영향을 받고있다.
그녀는 제프 버클리, 트레이시 채프먼, 아모스 리, 리즈 라이트, 자반, 니나 시몬, 아니타 베이커, 샤데이, 안토니우 카를루스 조빙, 피오나 애플과 같은 음악가들과 비교되는바가 있다.

## 콜라보레이션
니나는 “On the Open-Ended Fantasy” 앨범에서 로니 플락시코, 진 케이즈, 제프 헤인즈, 리 호근즈, 조이 레드헤이지와 같은 음악가들과 같이 작업을 했었다.
니나는 케니치로 니시하라의 앨범 Moon Child의 보컬리스트로 참여했었다.
니나는 프로듀서/작곡가인 카테와 주로 작업을 하는편이다.

## 디스코그래피
앨범
- The Open Minded Fantasy – Sweet Mimosa Music (미국) tbd, Village Again (일본) 2010년
- Best Female Jazzy Tunes – Best Female Jazzy Tunes - Village Again 2010
- Nina Vidal Nina Vidal – Sweet Mimosa Music (미국) 2007, Village Again (일본) 2008
- Nina Vidal Live Session – Live Session EP – 일본 아이튠즈 – Village Again (일본) 2008

싱글
- Cigarette & Wine – Sweet Mimosa Music/CCreatives (미국) 2010
- Driving - Ram Cafe Vol.3 - Lounge & Cillout - Magic Records (폴란드) 2008

편집앨범
- Life - Moon Child - Kenichiro Nishihara - Life - Unprivate (일본) 2010[8]
- Absolute Voices Driving - S2S (싱가포르) 2009
- Luv U 100% - Reggae Female Vocal Collection -Village Again (일본) 2009
- True Soul Sistas - Moving Along - Soul UK (영국)
- 2009 Addicted To House - Why- Single 7 - SoulStar (독일) 2008